# Associazione Calcio Mantova 1923-1924
Questa pagina raccoglie le informazioni riguardanti l’Associazione Calcio Mantova nelle competizioni ufficiali della stagione 1923-1924.

## Stagione
In questa stagione il Mantova ha disputato il girone D della Seconda Divisione Nord. Ha vinto con 22 punti il proprio girone, per poi giungere sesto nel girone finale. Riconosciuto vittima dell'illecito sportivo attuato fra la Virtus Bologna e l'arbitro Venegoni, fu successivamente ammesso in Prima Divisione per delibera F.I.G.C..

## Rosa
| N. |                   | Ruolo | Calciatore           |
| -- | ----------------- | ----- | -------------------- |
|    | Italia (bandiera) | P     | Romano Mattinzoli    |
|    | Italia (bandiera) | P     | Diaderico Raffaldini |
|    | Italia (bandiera) | D     | Enghel Barbieri      |
|    | Italia (bandiera) | D     | Carlo Ghirelli       |
|    | Italia (bandiera) | D     | Pietro Negri         |
|    | Italia (bandiera) | D     | Dante Prosperi       |
|    | Italia (bandiera) | D     | Carlo Venturini      |
|    | Italia (bandiera) | C     | Giorgio Agostinelli  |
|    | Italia (bandiera) | C     | Lamberto Bodini      |

| N. |                   | Ruolo | Calciatore          |
| -- | ----------------- | ----- | ------------------- |
|    | Italia (bandiera) | C     | Manna               |
|    | Italia (bandiera) | C     | Andrea Preuss       |
|    | Italia (bandiera) | C     | Arnaldo Prosperi    |
|    | Italia (bandiera) | C     | Ildebrando Prosperi |
|    | Italia (bandiera) | A     | Carlo Barbieri      |
|    | Italia (bandiera) | A     | Masé                |
|    | Italia (bandiera) | A     | Gazzi               |
|    | Italia (bandiera) | A     | Vacchelli           |
|    | Italia (bandiera) | A     | Nino Vidotto        |